# Pitàgores de Règion
Pitàgores de Règion (grec antic: Πυθαγόρας, llatí: Pythagoras. Règion, primera meitat del segle v aC - segle v aC) va ser un dels més famosos escultors de l'antiga Grècia. També és conegut com a Pitàgores de Samos perquè alternativament hom també atribueix el seu naixement a Samos.
Durant algun temps es va creure que es tractava de dos escultors, Pitàgores de Règion i Pitàgores de Samos; els estudis d'epigrafia han confirmat que es tracta del mateix personatge. Els escriptors moderns en consideren cert que aquests dos eren el mateix artista, i que aquest Pitàgores va ser un dels exiliats de l'illa de Samos a Grècia que es va mudar a Zancle a començaments del segle v aC i va caure sota el poder del tirà Anaxilau de Règion.
Plini el situa a l'olimpíada 87 (432 aC) junt amb Agèlades, Cal·ló d'Elis, Policlet, Miró, Escopes i altres, però aquesta cronologia podria no ser exacta. Fou el primer a fixar especial atenció a l'orde i la proporció i Plini diu que fou el primer que va expressar amb cura els muscles, venes i cabell. Fou en aquest sentit un precursor de l'art que després es va perfeccionar amb Fídies i Policlet a Atenes i Argos.
La seva obra principal foren estàtues d'atletes. Entre Plini i Pausànies es pot reconstruir el nom de les seves obres; Astylus, pancratista a Delfos, Leontiscus de Messana, guanyador olímpic de lluita, Protolaus de Mantinea, Elthymus, Dromeus d'Estímfal, Mnaseas de Cirene conegut per Libys, i el seu fill Cratisthenes, una figura nua (potser Hèrcules), una figura anomenada Claudicans, dos Apol·los, un Perseu alat, Europa asseguda a un brau, Eteocles i Polyneices i una estàtua de Dionysus,
Plini diu que va tenir com a deixeble al seu nebot (fill de la seva germana) Sostrat.

## Biografia
Hom atribueix el seu naixement a Règion, una polis de la Magna Grècia, actualment Reggio de Calàbria; però és probable que en realitat Pitàgores naixés a Samos. Tanmateix, és cert que va viure i va treballar a Règion, on va ser deixeble del gran mestre Clearc de Règion. El jove Pitàgores, no només va superar el seu mestre, sinó també a tots els escultors que van viure abans que ell, se li conta com entre els cinc més famosos escultors grecs, després de Fídies. De fet va realitzar nombroses obres creades a moltes polis gregues i magna-greges d'Atenes a Siracusa.

## Obres
Pitàgores de Règion va ser el primer escultor a tenir en compte les proporcions de les estàtues i tenir una atenció especial amb els més petits detalls com els cabells, les artèries i les venes. Les característiques de la seva obra, descrita pels experts més reconeguts a l'estatuària grega li han atribuït moltes obres mestres, i ha tingut el suport de la tesi de molts historiadors contemporani com un dels autors més probables de les estàtues de bronze dels Guerrers de Riace, màxim exemple de l'escultura grega.

A un passatge de Plini el Vell relata que Pitàgores de Règion va superar a Fídies, Miró i Policlet, considerant el més gran escultor de l'art clàssic, en particular, referint-se a l'art de Miró Plini diu:
| «               | "Pitàgores de Reggio ho va superar a Itàlia amb el Pancratiaste dedicat a Delfos […] També Astila que s'observa a Olímpia […] a Siracusa després va fer un Zoppo (identificat com Filottete) de tal manera que també els que ho miren senten el dolor de la ferida […] Pitàgores va ser el primer de reproduir els tendons i les venes i el primer de tractar el cabell amb més delicadesa que d'altres, subdividint-ho amb més precisió. | » |
| — Plini el Vell | |   |

Moltes són les obres de Pitàgores de Règion, diverses estàtues d'esportistes com el corredor Astila, i també el púgil Eutim i Cratil de Mantinea; el bronze que representa a Zeus en la forma d'un bou que transporta a Europa, filla d'Agènor, el famós cap de Perseu conservat al Museu Britànic de Londres i se li atribueix també l'estàtua de l'Auriga de Delfos.

## Galleria

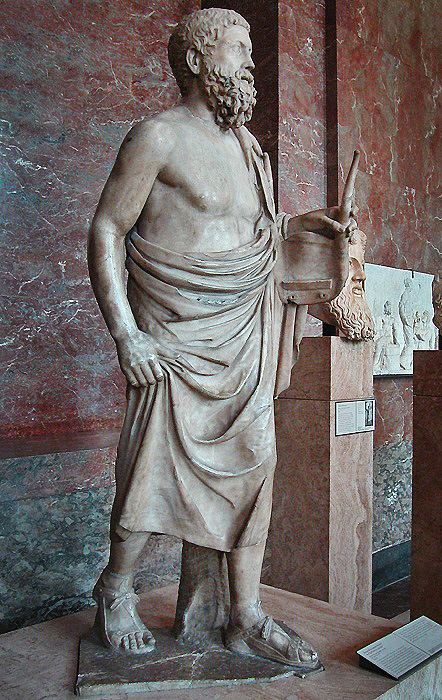
Músic de lira. Còpia romana en marbre Museu del Louvre París
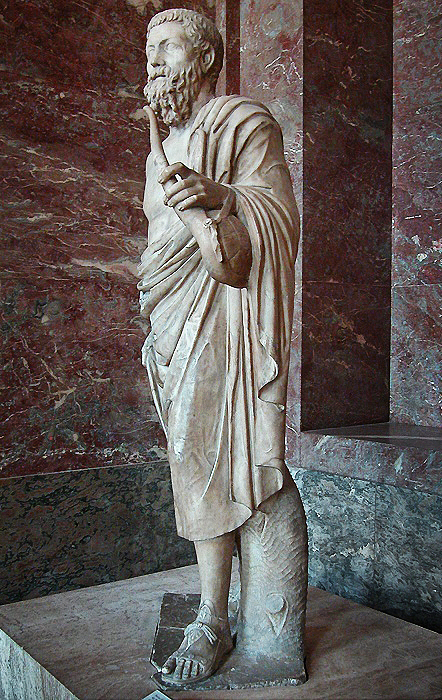
Altre imatge del Músic de lira
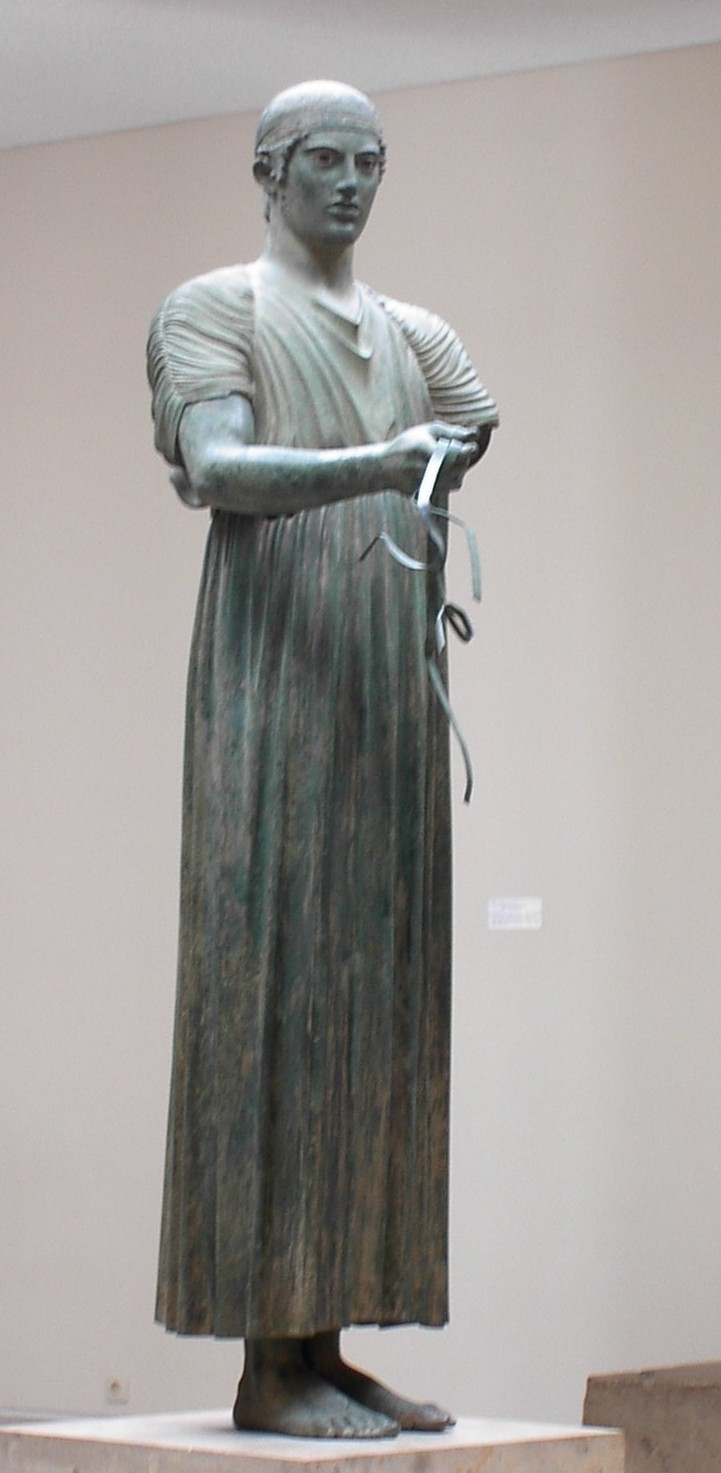
Auriga de Delfos (obra atribuïda) Museu di Delfos
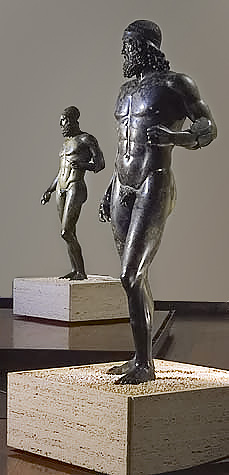
Guerrers de Riace (obra atribuïda) Museo Nazionale della Magna Grecia Reggio de Calàbria